# Earthship 〜宇宙船地球号〜
『Earthship 〜宇宙船地球号〜』（アースシップ うちゅうせんちきゅうごう）は、日本の女性5人組ダンス＆ボーカルユニット SweetS の8枚目のシングル。

## 概要
- 2005年8月10日に avex trax から発売された。
- テレビ東京系アニメ 『うえきの法則』 の第2期エンディングテーマ曲。
- カップリングでは賛美歌に挑戦している。

## CD
1. Earthship 〜宇宙船地球号〜
作詞：rom△ntic high、作曲・編曲：Greenwich Fields
2. 賛美歌 第24番 父のかみよ
作詞：不詳(Traditional hymn) #: 編曲：Yas Kitajima
3. Earthship 〜宇宙船地球号〜 [Instrumental]

## DVD
AVCD-30790/B DVD付
1. Earthship 〜宇宙船地球号〜 (ミュージッククリップ)
2. SweetS Shot #07 (オフショット)

## 収録アルバム
Earthship 〜宇宙船地球号〜
- 「5 elementS」 (2005年10月5日発売)
- 「Delicious 〜Complete Best〜」 (2006年8月2日発売)

賛美歌 第24番 父のかみよ
- 「Girl's BOX 〜Best Hits Compilation Winter〜」 (2005年11月30日発売)